# Hermann Askan Demme
Hermann Askan Demme (Altenburg, 28 agosto 1802 – Berna, 18 gennaio 1867) è stato un medico tedesco naturalizzato svizzero.

## Biografia
Demme era il figlio di Hermann Gottfried, Generalsuperintendent di Sachsen-Altenburg. Inizialmente studiò filosofia e teologia a Jena e a Berlino. Nel 1822 entrò nel Jenaischen Burschenschaft. Terminò gli studi nel 1830 e in seguito divenne assistente di Johann Lukas Schönlein. Nel 1831 fu medico militare a Warschau, e nel 1832 fece un viaggio per gli Stati Uniti d'America.
Nel 1833 Demme si sposò con Marie Lucie Elisabeth Auguste Diruf (1808-1882) di Heidelberg, da cui ebbero  una figlia e tre figli. Nello stesso anno diventò professore di anatomia presso l'Università di Zurigo e nel 1834 diventò professore presso l'Università di Berna. Nel 1847 fu il primo del mondo tedesco ad eseguire chirurgia con gli eteri per anestesia.

## Opere
- Allgemeine Chirurgie der Schusswunden. Nach eigenen Erfahrungen in den norditalienischen Lazarethen von 1859 und mit Benutzung der bisherigen Leistungen, Bd. 1 von Militärchirurgische Studien, Würzburg 1863. online
- Beiträge zur pathologischen Anatomie des Tetanus und einiger anderen Krankheiten des Nervensystems, Leipzig und Heidelberg 1859. online
- Über die Veränderungen der Gewebe durch Brand. Ein Beitrag zur Pathologischen Histologie, Frankfurt a. M. 1857. online